# Barrio Aeronáutico
Barrio Aeronáutico es un barrio, urbanización integrada al tejido de la ciudad (barrio abierto), con calles sin salida (cul de sac) que rematan en un espacio verde central que recorre al barrio longitudinalmente. Todo el espacio verde es una zona que ha sido declarada por el Municipio de Ituzaingó como ecológicamente protegida, por sus características y por su innegable valor para la ciudad.

## Geografía

### Sismicidad
La región responde a la «subfalla del río Paraná», y a la «subfalla del río de la Plata», con sismicidad baja; y su última expresión se produjo el 5 de junio de 1888 (136 años), a las 3.20 UTC-3, con una magnitud aproximadamente de 5,0 en la escala de Richter (terremoto del Río de la Plata de 1888).
La Defensa Civil municipal debe advertir sobre escuchar y obedecer acerca de
Área de
- Tormentas severas periódicas
- Baja sismicidad, con silencio sísmico de 136 años